# Apollo 13

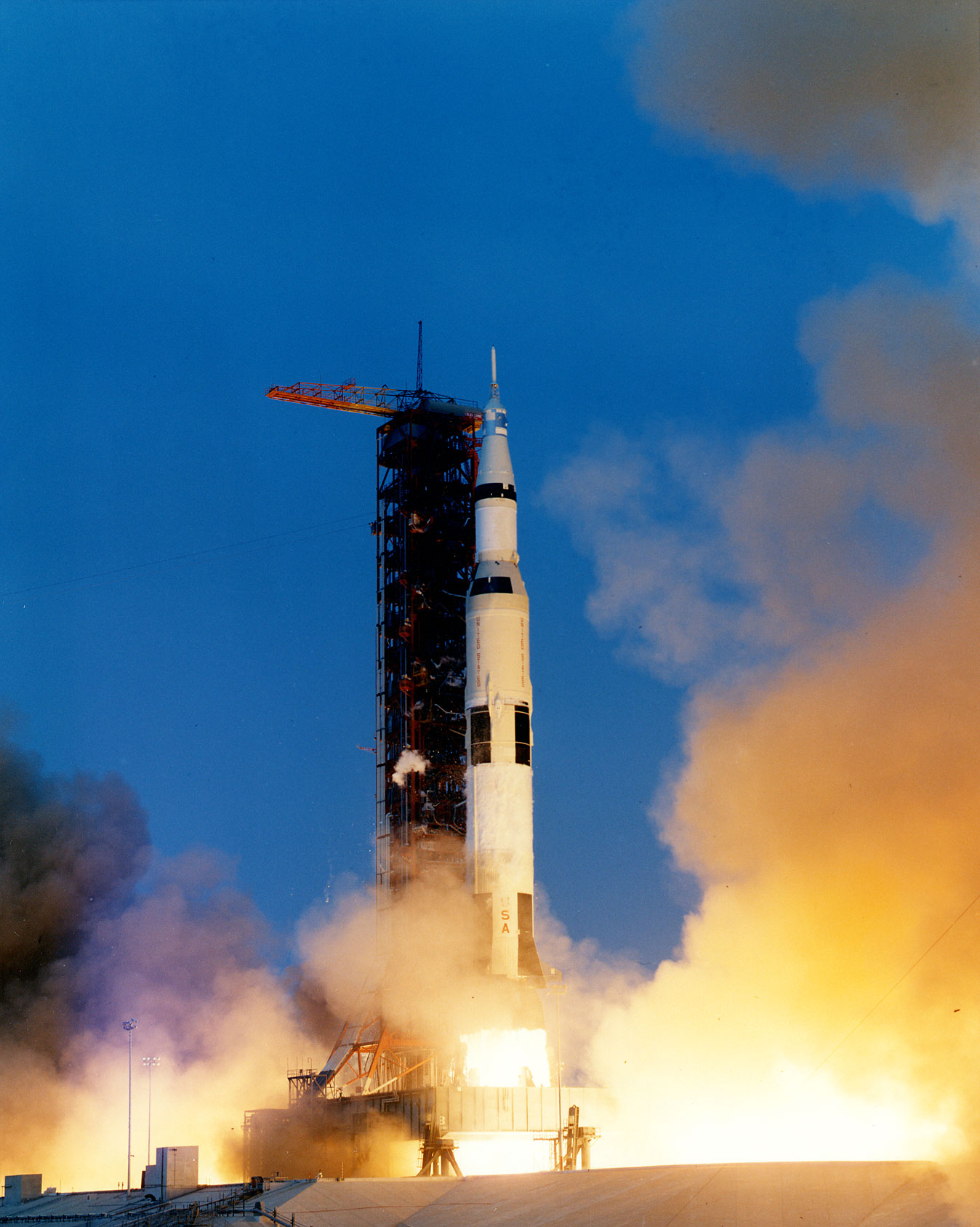
Start misji Apollo 13

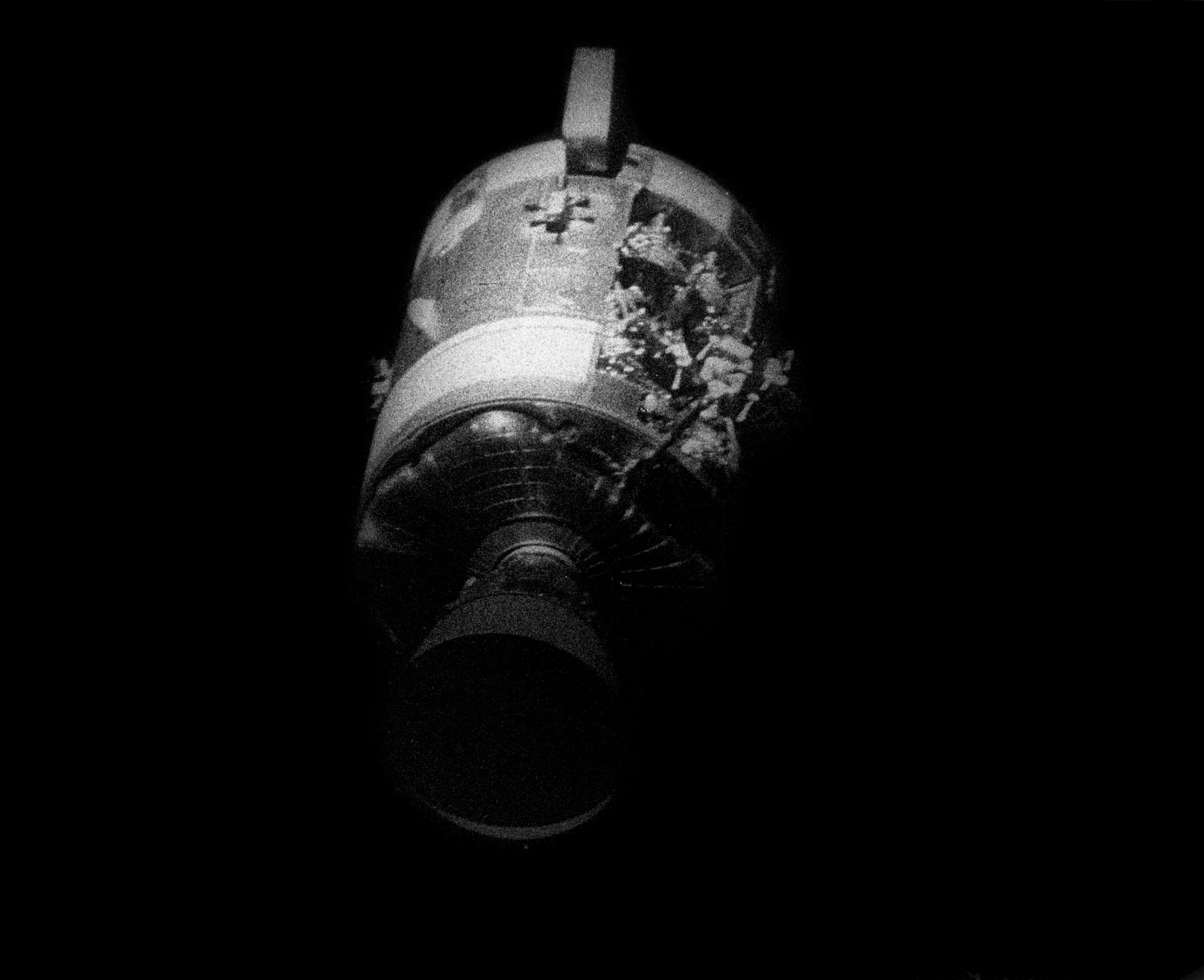
Uszkodzony moduł serwisowy Apollo sfotografowany z modułu dowodzenia po ich rozłączeniu

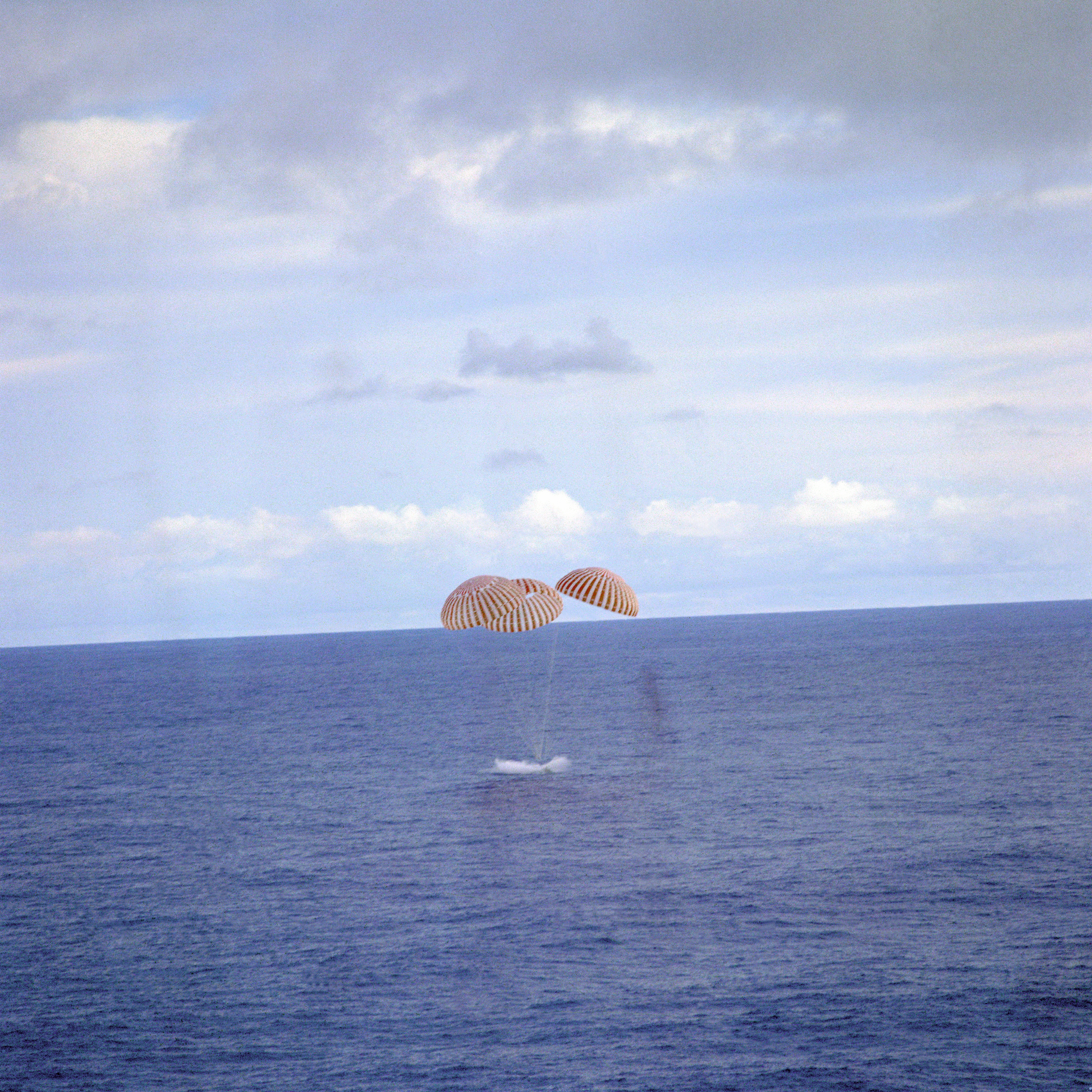
Wodowanie modułu dowodzenia Apollo 13 w Pacyfiku

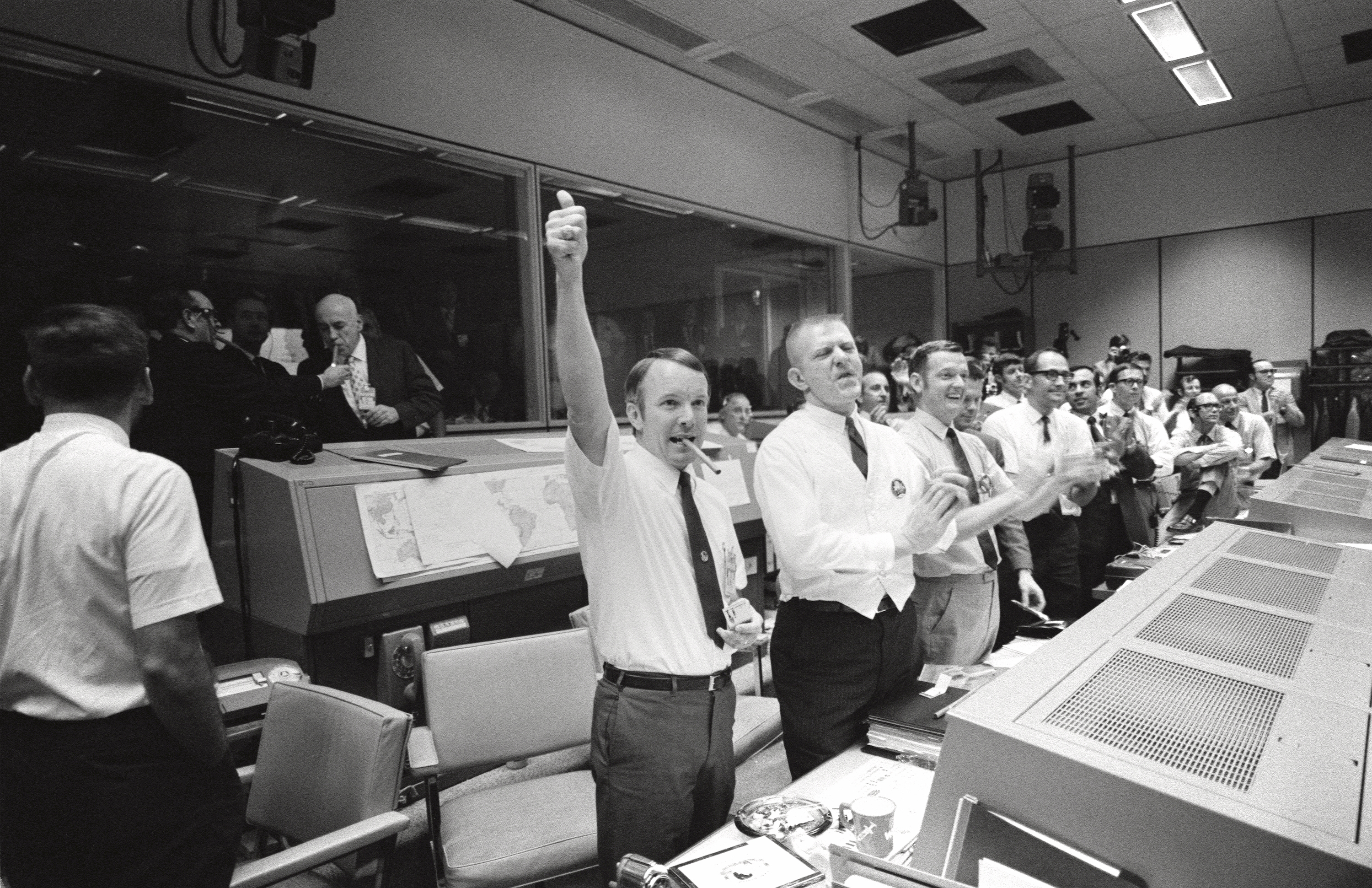
Radość w Centrum Kontroli Misji po udanym wodowaniu modułu dowodzenia z załogą

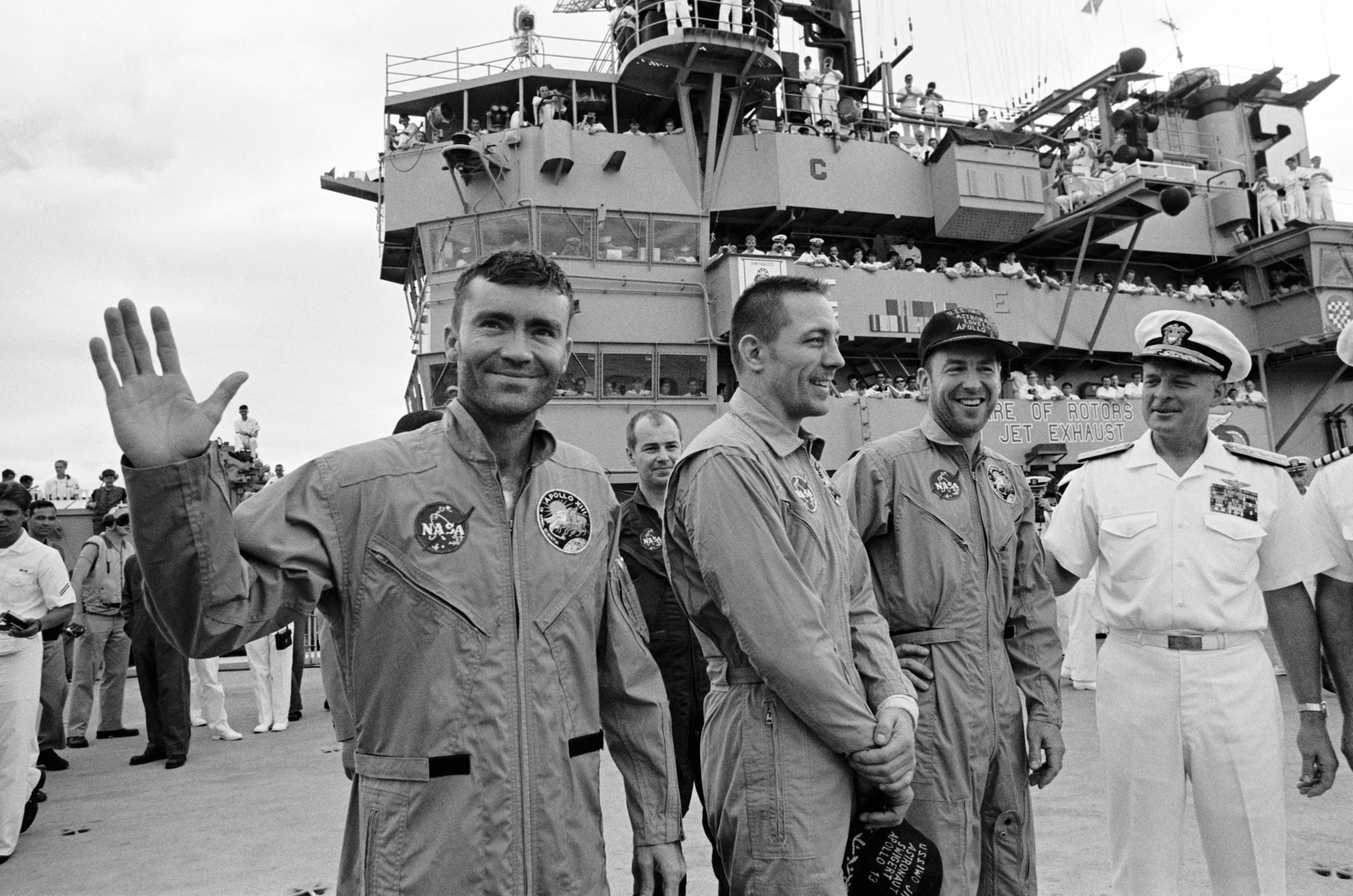
Załoga Apollo 13 na pokładzie okrętu USS Iwo Jima

Misja Apollo 13 – trzecia misja programu Apollo z planowanym lądowaniem ludzi na powierzchni Księżyca. Eksplozja zbiornika z ciekłym tlenem w module serwisowym uniemożliwiła lądowanie na Księżycu i spowodowała rozpoczęcie walki o życie załogi. Lot dowodzony był przez Jamesa A. Lovella; pilotem modułu dowodzenia był John L. „Jack” Swigert; pilotem modułu księżycowego był Fred W. Haise. Swigert zastępował pierwotnego pilota modułu dowodzenia Thomasa K. „Kena” Mattingly, którego wyeliminował lekarz misji z obawy o to, że Mattingly nabawił się różyczki. Mattingly jednak nie zachorował na różyczkę i wniósł znaczną pomoc naziemnym kontrolerom, podczas walki o sprowadzenie załogi Apollo na Ziemię.
Start misji nastąpił 11 kwietnia 1970 roku o godzinie 19:13 UTC. Po dwóch dniach na trasie do Księżyca, na skutek uszkodzenia, które powstało jeszcze na Ziemi, w module serwisowym nastąpiła eksplozja, która spowodowała stratę dwóch zbiorników z tlenem, pozbawiając moduł dowodzenia energii elektrycznej na trasie do Księżyca i z powrotem do granicy ziemskiej atmosfery.
Moduł serwisowy był, między innymi, elektrownią (ogniwa paliwowe). Indywidualne bateryjne zasilanie elektryczne modułu dowodzenia było zaplanowane na pracę przez kilka ostatnich godzin, podczas wchodzenia do atmosfery, po odrzuceniu modułu serwisowego, który nie był przystosowany do penetracji atmosfery.
Po eksplozji zbiornika z ciekłym tlenem astronauci James A. Lovell, John L. „Jack” Swigert i Fred W. Haise opuścili moduł dowodzenia i przeprowadzili się do modułu księżycowego z zamiarem powrotu do modułu dowodzenia na kilka godzin przed lądowaniem. Przed opuszczeniem modułu dowodzenia zostały wyłączone wszystkie urządzenia elektryczne, aby zachować energię elektryczną niezbędną podczas wchodzenia w atmosferę i wodowania. Moduł księżycowy został zaprojektowany z myślą o przebywaniu w nim dłużej niż kilka godzin jednakże nie dla trzech astronautów wchodzących w skład misji, lecz tylko dwóch mających docelowo wylądować na powierzchni jedynego naturalnego satelity Ziemi.
Pomimo trudności spowodowanych niedoborem energii elektrycznej i wynikających z tego licznych konsekwencji, ciasnoty oraz kłopotów związanych z usuwaniem dwutlenku węgla i braku wody pitnej, 17 kwietnia 1970 roku załoga szczęśliwie powróciła na Ziemię.

## Podstawowe dane
źródło: 
- Statek kosmiczny: CSM-109 „Odyssey”, LM-7 „Aquarius”
- Rakieta nośna: SA-508
- Stanowisko startowe: 39A
- Start: 11 kwietnia 1970, 19:13:00 UTC
- Azymut startu: 72,0°
- Orbita okołoziemska: 185,8 × 183,9 km
- Najmniejsza odległość od powierzchni Księżyca: 254,8 km
- Czas trwania misji: 142 godz. 54 min. 41 s
- Wodowanie: 17 kwietnia 1970, 18:07:41 UTC
- Miejsce wodowania: Środkowy Pacyfik, 21°38′S, 165°22′W
- Pozycja: stabilna I (wierzchołkiem do góry)
- Okręt ratowniczy: USS Iwo Jima (LPH-2)
- Podjęcie załogi: 17 kwietnia 1970, 18:53 UTC
- Podjęcie kapsuły: 17 kwietnia 1970, 19:36 UTC

## Dodatkowe informacje
źródło: 
- Masa startowa rakiety i statku kosmicznego: 2 949 137 kg
- Masa umieszczona na orbicie okołoziemskiej: 134 473 kg
- Uderzenie S-IVB/IU w powierzchnię Księżyca: 16 kwietnia 1970, 01:09:40 UTC
- Współrzędne miejsca upadku S-IVB/IU: 2,75°S, 27,86°W
- Prędkość S-IV/IU podczas uderzenia: 2580 m/s
- Kąt upadku S-IVB/IU: 76°
- Masa S-IVB/IU podczas uderzenia: 13 426 kg

## Statek kosmiczny i rakieta nośna
źródło: 
Czas dostarczenia elementów do KSC:

### Statek kosmiczny
- CSM: czerwiec 1969
- LM: czerwiec 1969

### Rakieta nośna
- Pierwszy stopień (S-IC)
- Drugi stopień (S-II)
- Trzeci stopień (S-IVB)
- Instrument Unit (IU): lipiec 1969

## Główne cele misji
- Przeprowadzenie badań i pobranie próbek gruntu w rejonie krateru Fra Mauro.
- Ustawienie aparatury naukowej ALSEP.
- Rozwijanie umiejętności pracy na powierzchni Księżyca.
- Wykonanie fotografii potencjalnych przyszłych miejsc lądowania.

Cele nie zostały osiągnięte.

## Opis celów misji i eksperymentów
źródło: 

### Rakieta nośna
- Umieszczenie stopnia S-IVB/IU na trajektorii kolizyjnej z Księżycem.
- Określenie miejsca upadku S-IVB/IU z dokładnością do 5 km i czasu upadku z dokładnością do jednej sekundy.

Wszystkie cele zostały osiągnięte.

### Statek kosmiczny i prace na powierzchni Księżyca
- Pobranie próbki awaryjnej gruntu księżycowego.
- Ustawienie aparatury naukowej ALSEP.
- Pobranie próbek gruntu z powierzchni Księżyca.
- Przeprowadzenie badań geologicznych.
- Wykonanie bliskich, stereometrycznych zdjęć powierzchni Księżyca.
- Wykonanie badań właściwości mechanicznych i fizycznych gruntu księżycowego.
- Badanie składu chemicznego i składu izotopowego wiatru słonecznego
- Ocena procedur precyzyjnego lądowania.
- Przeprowadzenie transmisji telewizyjnej podczas pobytu astronautów na Księżycu.
- Ocena działania systemu łączności podczas spaceru kosmicznego (EVA).
- Wykonanie pomiarów zużycia wody w EMU.
- Ocena stopnia zużycia powłoki termicznej lądownika.
- Wykonanie fotografii potencjalnych przyszłych miejsc lądowania.
- Fotografowanie selenodezyjnych punktów odniesienia z orbity okołoksiężycowej.
- Fotografowanie powierzchni Księżyca z orbity okołoksiężycowej.
- Fotografowanie Księżyca w trakcie powrotu na Ziemię.
- Radarowe badanie powierzchni Księżyca.

Cele nie zostały osiągnięte.

## Załoga
Misją dowodził prawdziwy weteran, Jim Lovell, który oglądał już Księżyc z bliska podczas lotu Apollo 8. Astronaucie nie udało się zakwalifikować do programu Merkury, jednak wynagrodziły mu dwa loty w programie Gemini (Gemini 7 i 12). Pilot LM Fred Haise był nowicjuszem, podobnie jak Jack Swigert, pilot modułu dowodzenia, który w ostatniej chwili zastąpił Thomasa Mattingly’ego.
- Dowódca:James A. Lovell, Jr. (CDR-commander)
- Pilot modułu dowodzenia: John L. „Jack Swigert”, Jr. (CMP-command module pilot)
- Pilot modułu księżycowego: Fred W. Haise, Jr. (LMP-lunar module pilot)

## Nazwy
W przeciwieństwie do nazw misji Apollo 9 Lovell wolał nazwy bardziej dostojne. Dla Apollo 13 wybrał „Odyssey” („Odyseja”), a dla LM „Aquarius” („Wodnik”). Miano „Wodnik” zaczerpnął z mitologii egipskiej – to imię nosiwody, któremu dolina Nilu zawdzięczała żyzność i wiedzę. „Odyseja” podobała się astronaucie, bo lubił brzmienie tego słowa, poza tym słownik definiował ją jako „długą wędrówkę obfitującą w szczęśliwe i nieszczęśliwe przygody”. Prasa błędnie poinformowała, że miał to być hołd dla musicalu Hair, którego Lovell nie widział i nie zamierzał oglądać.

## Start i podróż do orbity okołoksiężycowej
Misja rozpoczęła się mało znanym epizodem: podczas pracy silnika rakietowego drugiego członu, centralny silnik wyłączył się o 132 sekundy za wcześnie, co było spowodowane wystąpieniem w tym stopniu drgań o niskiej częstotliwości. Cztery zewnętrzne silniki pracowały 35 sekund dłużej, co skompensowało niedobory energii i statek kosmiczny dotarł na orbitę. Jednak po zakończeniu pracy S-II prędkość rakiety była o 68 m/s mniejsza niż zakładano. W rezultacie pierwsze odpalenie trzeciego stopnia musiało być wydłużone o dziewięć sekund. Po wejściu na orbitę okołoziemską prędkość zestawu (CSM/S-IVB/IU) różniła się tylko o 0,6 m/s od założonej. Podczas całego lotu na orbitę silniki rakiety pracowały w sumie o 44 sekundy dłużej, niż zakładano. Drugie odpalenie trzeciego stopnia, które umieściło statek na trajektorii lotu w kierunku Księżyca (TLI), przebiegło zgodnie z planem. Również manewr kierujący S-IVB/IU na kurs kolizyjny z Księżycem został wykonany prawidłowo. Planowane miejsce upadku znajdowało się w odległości około 200 kilometrów od sejsmometru pozostawionego przez astronautów Apollo 12. Rzeczywiste miejsce upadku znajdowało się 65,6 km od zakładanego i 135 km od sejsmometru. Systemy statku funkcjonowały prawidłowo do 55 godz. 53 min. i 20 sekundy lotu.
Przedwczesne wyłączenie centralnego silnika drugiego członu spowodowało niebezpieczne wzdłużne drgania, które mogły rozerwać drugi człon na strzępy. Silnik doznał przeciążeń 68 g w formie wibracji o częstotliwości 14–16 Hz, co spowodowało wygięcie konstrukcji silnika o 76 mm. Słabsze wibracje wzdłużne były obserwowane już we wcześniejszych lotach rakiet Titan i Saturn, a szczególnie w misji Apollo 6, lecz w misji Apollo 13 zjawisko wystąpiło we wzmocnionej formie poprzez interakcję silników rakietowych z konstrukcją statku kosmicznego w zjawisku nazywanym kawitacją. W późniejszych misjach wprowadzono modyfikacje przeciwko wibracjom wzdłużnym, które opracowywane były już wcześniej, m.in. dodatkowy zbiornik płynnego helu do centralnego silnika, instalacja płynnego tlenu do tłumienia drgań silnika rakietowego, dodatkowe automatyczne odcinanie mocy, i uproszczenie konstrukcji zaworów paliwowych we wszystkich silnikach II członu rakiety Saturn V.

## Eksplozja
Na trajektorii do Księżyca, w odległości 320 000 km od Ziemi, Kontrola Misji poprosiła załogę o włączenie mieszacza w zbiornikach ciekłego tlenu i płynnego wodoru. Operacja ta była potrzebna do wyrównania gęstości ich zawartości, co z kolei było konieczne do dokładnego odczytu ich stanu ilościowego. Po włączeniu silnika mieszacza astronauci usłyszeli głośny huk z towarzyszeniem wahania mocy elektrycznej i szumem pracy silników RCS, które zareagowały na zmianę położenia CSM w przestrzeni. Załoga początkowo myślała, że to meteoroid uderzył w moduł księżycowy, który w tej fazie trajektorii był połączony z modułem dowodzenia włazami dokowania. W rzeczywistości uszkodzona izolacja na kablu doprowadzającym zasilanie do mieszacza płynnego tlenu wewnątrz zbiornika przyczyniła się do spowodowania zwarcia i zapłonu izolacji. W rezultacie wzrostu temperatury wzrosło ciśnienie w zbiorniku poza jego dopuszczalny limit i eksplodował zbiornik tlenu nr 2, jeden spośród dwóch w module serwisowym. Zbiornik tlenu nr 1 nie został uszkodzony wybuchem, jednak ze zbiornikiem nr 2 łączyły go liczne przewody. Eksplozja rozerwała rurki i zawartość zbiornika wyciekła w przestrzeń kosmiczną. Równocześnie wstrząs zatrzasnął zawory zasilające części silniczków korekcyjnych i całkowicie je unieruchomił. W czasie kiedy statek kołysał się w wyniku wybuchu jak i wycieku tlenu, autopilot włączył silniki korekcyjne, by ustabilizować statek. Ponieważ działały tylko niektóre dysze, zadanie było niewykonalne. Gdy Lovell przeszedł na ręczne sterowanie, również nie ustabilizował statku. Po dwóch godzinach statek bezwładnie dryfował w przestrzeni kosmicznej. Z wnęki nr 4 została odrzucona pokrywa. Zapasy tlenu z modułu serwisowego ulotniły się w przestrzeń kosmiczną. Eksplozja miała miejsce 25 godzin po wprowadzeniu Apollo 13 na trajektorię hybrydową. Statek znajdował się w połowie drogi do Księżyca. Nie można go było po prostu zawrócić. Należało jak najszybciej ponownie wprowadzić Apollo 13 na trajektorię swobodnego powrotu.

## Przerwanie misji
Uszkodzenie modułu serwisowego spowodowało, że lądowanie na Księżycu stało się niemożliwe, tak więc kierownik misji Gene Kranz przerwał misję. Aktualny plan przerwania misji, napisany jeszcze w 1966 roku, zakładał użycie silnika modułu serwisowego do znacznej zmiany prędkości (wyhamowanie), tak aby stała się możliwa zmiana (o 180°) kierunku lotu statku kosmicznego. Ten sposób powrotu na Ziemię wydawał się najszybszy, jednak z przynajmniej trzech powodów był niepraktyczny:
- był on użyteczny we wcześniejszej fazie misji, zanim statek kosmiczny wszedł w grawitacyjną sferę wpływu Księżyca,
- nie było energii elektrycznej do sterowania silnikiem,
- istniała obawa, że w eksplozji zbiornika z tlenem powstały inne nieprzewidziane uszkodzenia.

Po wyłączeniu się ogniw paliwowych modułu serwisowego, moduł dowodzenia automatycznie przełączył się na zasilanie z baterii srebrno-cynkowych. Dwie osoby z załogi przeniosły się do modułu księżycowego z zamiarem powrotu do modułu dowodzenia na krótko przed wejściem w atmosferę i zasilanie modułu dowodzenia zostało wyłączone. Do zmiany kierunku lotu wykorzystano grawitację Księżyca i silnik rakietowy członu opadania modułu księżycowego, a nie silnika napędowego CSM.
Manewr umieszczenia statku kosmicznego na trajektorii swobodnego powrotu na Ziemię został wykonany, z użyciem silnika członu opadania modułu księżycowego 14 kwietnia 1970 roku o godz. 08:43 UTC. Powrót uwzględniał wykorzystanie grawitacji Księżyca i Ziemi do powrotu na Ziemię, poprzez wykonanie oblotu Księżyca. Manewr ten przewidywał wodowanie na Oceanie Indyjskim 18 kwietnia 1970 roku o godz. 03:13 UTC. Po okrążeniu Księżyca, w odległości 255 km, 15 kwietnia 1970 roku o godz. 02:40 została wykonana druga faza pracy silnika członu opadania, która trwała 263,4 sekundy i przyspieszyła szacowany czas powrotu na 17 kwietnia 1970 roku godz. 18:06, z wodowaniem na środkowym Pacyfiku, skracając drogę powrotną z 74 do 64 godzin. W drodze na Ziemię wykonano jeszcze dwie korekty trajektorii: pierwsza w 105 godz. 18 min. lotu za pomocą silnika DPS i drugą w 137 godz. 40 min. – za pomocą silników RCS lądownika. Moduł silnikowy został odrzucony w 138 godz. 2 min. lotu. Załoga mogła wreszcie zobaczyć uszkodzenia SM i wykonała dokumentację fotograficzną. Lądownik został odrzucony na godzinę przed wejściem statku w atmosferę ziemską. Operacja przebiegła bez problemów, pod kontrolą komputera pokładowego lądownika. Niepotrzebny człon S-IVB został skierowany na Księżyc. Siedemdziesiąt cztery godziny później, w 77 godz. 56 min. i 40 sekundzie lotu, (Ground Elapsed Time, GET), uderzył w powierzchnię, wywołując efekt porównywalny z wybuchem 11,5 tony trotylu. Uderzenie zostało zarejestrowane przez sejsmometr ustawiony przez astronautów z misji Apollo 12. Był on 20–30 razy mocniejszy i czterokrotnie dłuższy niż spowodowany uderzeniem w powierzchnię Księżyca stopnia startowego LM Apolla 12. Był to jedyny zrealizowany eksperyment naukowy. Moduł księżycowy był przeznaczony do utrzymania dwóch astronautów przez dwa dni, a nie trzech przez cztery dni. Zapas tlenu w module księżycowym był wystarczający, gdyż przed każdym spacerem księżycowym przewidziana była dekompresja i ponowne napełnienie wnętrza członu wznoszenia mieszanką do oddychania po spacerze. Inaczej było z wodą, która w CSM otrzymywana była z ogniw paliwowych przy produkcji energii elektrycznej, jako produkt uboczny spalania wodoru. Natomiast moduł księżycowy, zasilany z baterii srebrno-cynkowych, miał ograniczony zapas wody, czyli konkretnie dla dwóch astronautów na dwa dni. W celu zaoszczędzenia energii obciążenie elektryczne modułu księżycowego zostało obniżone do koniecznego poziomu, zachowując sterowanie klimatyzacją, komunikację, telemetrię.
Ograniczona ilość wodorotlenku litu, potrzebna do usuwania dwutlenku węgla, stała się poważnym problemem. Wewnętrzne zapasy LiOH modułu księżycowego były niewystarczające, a zewnętrzne zapasy dla modułu księżycowego znajdowały się w członie opadania, wtedy niedostępnego. Moduł dowodzenia miał wystarczający zapas kanistrów z wodorotlenkiem litu, ale były one niekompatybilne z armaturą modułu księżycowego. Inżynierowie na Ziemi zaplanowali sposób połączenia kanistrów z modułu dowodzenia z gniazdami w module księżycowym, a astronauci ten plan zrealizowali w kosmosie.
16 kwietnia 1970 roku o godz. 04:32 UTC, na 15 sekund z 10% mocą, został włączony silnik członu opadania w celu zmniejszenia prędkości, a to z kolei służyło do zwiększenia kąta wejścia w atmosferę do −6,52°. Włączono też częściowo zasilanie modułu dowodzenia (z baterii). 17 kwietnia 1970 roku o godz. 12:53 UT 22,4 sekundowy czas pracy silnika członu opadania modułu księżycowego ustalił kąt wejścia w atmosferę na −6,49°.

## Wejście w atmosferę i wodowanie
Kiedy statek kosmiczny 17 kwietnia o godz. 13:15:06 UTC zbliżył się do Ziemi, załoga odrzuciła moduł serwisowy i sfotografowała go. Wtedy po raz pierwszy zobaczyła uszkodzenia spowodowane eksplozją zbiornika z tlenem. Zasilanie elektryczne modułu dowodzenia włączono o godz. 16:43:02 UTC, odrzucono wtedy moduł księżycowy. Wszystkie elementy modułu księżycowego, które przetrwały wejście w atmosferę, a szczególnie generator SNAP-27, planowo mający służyć do zasilania aparatury ALSEP na powierzchni Księżyca i zawierający 3,9 kg plutonu, wpadły do Oceanu Spokojnego na północny wschód od Nowej Zelandii. Zasilacz izotopowy zatonął w Rowie Tonga. Zatopiony pluton będzie radioaktywny przez 2000 lat; nic nie wskazuje na to, że wystąpiło jakiekolwiek skażenie. Apollo 13 wodował na Pacyfiku 17 kwietnia 1970 roku o godz. 18:17:41 UTC, po misji trwającej 142 godziny, 54 minuty i 41 sekund. Wodowanie nastąpiło na współrzędnych 21°38′S, 165°22′W na południowy zachód od Amerykańskiego Samoa i 6,5 km od okrętu ratowniczego dla tej misji, którym był USS Iwo Jima (LPH-2).

## Przyczyny eksplozji zbiornika z ciekłym tlenem
Przyczyną rozerwania zbiornika z ciekłym tlenem, jak wykazało długotrwałe dochodzenie, był nieprawdopodobny zbieg okoliczności. Zbiorniki zawierające produkty o niskiej temperaturze, wymagają zarówno zaworów bezpieczeństwa, jak i wyjątkowo dobrej izolacji termicznej w celu uniknięcia nadmiernego wzrostu ciśnienia związanego z parowaniem. Zbiorniki ciekłego tlenu i wodoru modułu serwisowego były tak dobrze izolowane termicznie, że mogły bezpiecznie przechowywać nadkrytyczny wodór i ciekły tlen przez lata. Każdy zbiornik zawierał 145 kilogramów tlenu do produkcji powietrza, prądu i wody.
Zbiornik zawierał kilka elementów mających związek z wypadkiem, oto one:
- przetwornik ilościowej zawartości zbiornika z ciekłym tlenem;
- turbinka we wnętrzu zbiornika do mieszania ciekłego tlenu, aby uzyskać jednakową gęstość w całym zbiorniku w celu dokładnego pomiaru stanu ilościowego;
- grzejnik do odparowywania ciekłego tlenu (zamiany ciekłego tlenu na lotny);
- termostat współpracujący z grzejnikiem;
- czujnik temperatury;
- zawory i instalacja rurowa.

Grzejnik i współpracujący z nim termostat były oryginalnie zaprojektowane dla szyny zasilania 28 V DC modułu dowodzenia. Dokumentacja grzejnika i termostatu była później zmieniona, aby umożliwić zastosowanie 65 V do szybszego opróżnienia zbiornika na Ziemi. Analizując możliwość zastosowania 65 V DC do zasilania grzejnika, producent zbiornika nie uwzględnił elektrycznych styków termostatu. Stało się to na skutek przeoczenia. Na domiar złego czujnik temperatury wnętrza zbiornika nie odczytywał wyższych temperatur niż 38 °C. Nie powinno to stanowić problemu, ponieważ styki termostatu rozwierały się przy 28 °C, a grzejnik był wyłączany, dzięki czemu temperatura we wnętrzu zbiornika nie powinna rosnąć dalej. Z tego powodu nikt nie spodziewał się pożaru w zbiorniku z ciekłym tlenem, więc nie instalowano tam urządzenia ostrzegającego przed wysoką temperaturą.
Platforma nośna zbiorników z tlenem była oryginalnie zainstalowana w module serwisowym Apollo 10, lecz została usunięta w związku z potencjalnym problemem związanym z interferencją elektromagnetyczną. Podczas demontażu platforma spadła z wysokości 5 cm. Zbiornik nie wyglądał na uszkodzony i zbiornik ten później zainstalowano w Apollo 13.
Raport przeglądu Apollo 13 ujął wypadek ze zbiornikiem w następujący sposób: prawdopodobieństwo uszkodzenia zbiornika podczas incydentu jest „raczej niewielkie”. Po napełnieniu zbiornika ciekłym tlenem podczas naziemnego testu, nie mógł on być opróżniony w sposób prawidłowy, prawdopodobnie z powodu uszkodzonej armatury wejściowej podczas upadku demontowanego zbiornika (jest to jeden z niejasnych elementów wypadku). Grzejnik ze współpracującym z nim termostatem podłączono do naziemnej instalacji 65 V, aby przyspieszyć wypompowywanie ciekłego tlenu. Operacja ta powinna zająć kilka dni przy termostacie rozwierającym styki zasilania grzejnika przy temperaturze 28 °C. Jednakże kiedy na początku wypompowywania styki termostatu zostały zwarte, aby zasilić grzejnik, 65 V zasilanie stopiło i zwarło styki termostatu na stałe, wskutek czego grzejnik pozostał włączony tak długo, jak długo było przyłożone napięcie do termostatu, zamiast wyłączać się po osiągnięciu 28 °C.
Taka awaria termostatu spowodowała wzrost temperatury do około 540 °C. Ponieważ czujnik temperatury nie był zaprojektowany do odczytu tak dużych temperatur, wyposażenie ostrzegawcze nie ostrzegło o prawdziwej temperaturze we wnętrzu zbiornika. Po pewnym czasie utrzymująca się wysoka temperatura stopiła elektryczną izolację instalacji zasilającej silnik mieszacza, odsłaniając gołe druty. Kiedy ponownie napełniono go ciekłym tlenem, a stało się to przed misją Apollo 13, zbiornik stał się bombą czekającą na impuls inicjujący. Impuls ten pojawił się w 56 godzinie misji Apollo 13, gdy włączono mieszacz ciekłego tlenu w zbiorniku nr 2 i prąd popłynął przez gołe, zwarte druty zasilające silnik mieszacza, które zaczęły iskrzyć i rozgrzewać się, zapalając resztki izolacji. Towarzyszący temu wzrost temperatury, spowodował powstanie dużej ilości gazowego tlenu, którego zawory nadmiarowe nie były w stanie wydalić. Na skutek wzrostu ciśnienia zbiornik nr 2 eksplodował, a zbiornik nr 1 został uszkodzony. Po trzech godzinach moduł serwisowy nie był w stanie wytwarzać ani energii elektrycznej, ani wody, ponadto nie miał zapasu tlenu do produkcji mieszanki do oddychania, stracił możliwość użycia silnika napędowego i RCS, przez co stał się bezużyteczny.

## Kalendarium misji
źródło: 
- 11.04.1970 sobota 
  - godz. 13:13  (00:00:00) – start
  - godz. 15:48  (2:35:46) – opuszczenie orbity okołoziemskiej
- 12.04.1970 niedziela
  - godz.19:53  (30:40:50) – zejście z trajektorii swobodnego powrotu
- 13.04.1970 poniedziałek
  - godz. 20:24  (55:11:00) – początek ostatniej transmisji TV
  - godz. 21:07  (55:54:53) – wybuch zbiornika z tlenem (nr 2)
  - godz. 22:50  (57:37:00) – astronauci opuszczają Odyseję
- 14.04.1970 wtorek
  - godz. 02:43  (61:29:43) - powrót na trajektorię swobodnego powrotu
  - godz. 18:15  (77:02:39) – statek okrąża Księżyc
  - godz. 20:40  (79:27:39) – odpalenie silnika LM w celu przyspieszenia powrotu
- 15.04.1970 środa
  - godz. 03:38  (86:24:00) – astronauci konstruują pochłaniacz dwutlenku węgla
  - godz. 14:23  (97:10:05) – wybuch akumulatora nr 2 w lądowniku LM
  - godz. 22:31  (105:18:28) – korekta trajektorii za pomocą silnika Wodnika
- 16.04.1970 czwartek
  - godz. 01:59  (108:46:00) – pęknięcie bezpiecznika membranowego w zbiorniku helu
- 17.04.1970 piątek
  - godz. 06:52  (137:39:52) – kolejna korekta trajektorii
  - godz. 07:14  (138:01:48) – odrzucenie modułu serwisowego
  - godz. 10:43  (141:30:00) – odrzucenie lądownika LM (Wodnik)
  - godz. 11:53  (142:40:46) – kabina Apollo 13 wchodzi w atmosferę ziemską
  - godz. 12:07  (142:54:41) – Wodowanie

Godziny i daty według czasu Houston.

## Podsumowanie
- Pierwsza przerwana misja w programie Apollo.
- Pierwsze uderzenie stopnia S-IVB/IU w powierzchnię Księżyca.
- Pierwsze wykorzystanie lądownika jako zastępczego źródła napędu i zasobów systemu podtrzymywania życia wobec utraty systemów statku Apollo.
- Pierwszy raz w misji wziął udział rezerwowy pilot modułu dowodzenia („Jack” Swigert, który zastąpił Kena Mattingly’ego).

Dramat Apollo 13 nie pozostał bez wpływu na przyszłość programu. Misja ta dla waszyngtońskich biurokratów stanowiła idealną okazję, by przeforsować cięcia w budżecie. Zaledwie trzy miesiące po opublikowaniu wyników prac komisji, z planów wykreślono dwa kolejne loty na Księżyc. Apollo 14 otrzymał za cel wzgórza w rejonie Fra Mauro, do których nie udało się dotrzeć misji Apollo 13. Apollo 15 został skierowany w rejon Szczeliny Hadleya, zamiast Apollo 19, a Apollo 17 przejął zadanie Apollo 14, który miał lecieć do doliny Taurus-Littrow. Przetasowania nie objęły jedynie Apollo 16, którego celem pozostał rejon krateru Kartezjusz (Descartes). Plany lądowań w rejonach kraterów Censorinus, Kopernik i Tycho oraz Wzgórz Marius rozwiały się.